# John Graham Kenion
John Graham Kenion (Bebington, Merseyside, 1871 - Wirral, Merseyside, 1942) va ser un regatista anglès que va competir a començaments del segle xx.
El 1908 va prendre part en els Jocs Olímpics de Londres, on va guanyar la medalla de plata en la categoria de 12 metres del programa de vela com a membre de la tripulació del Mouchette.